# Клан Макдональд из Антрима

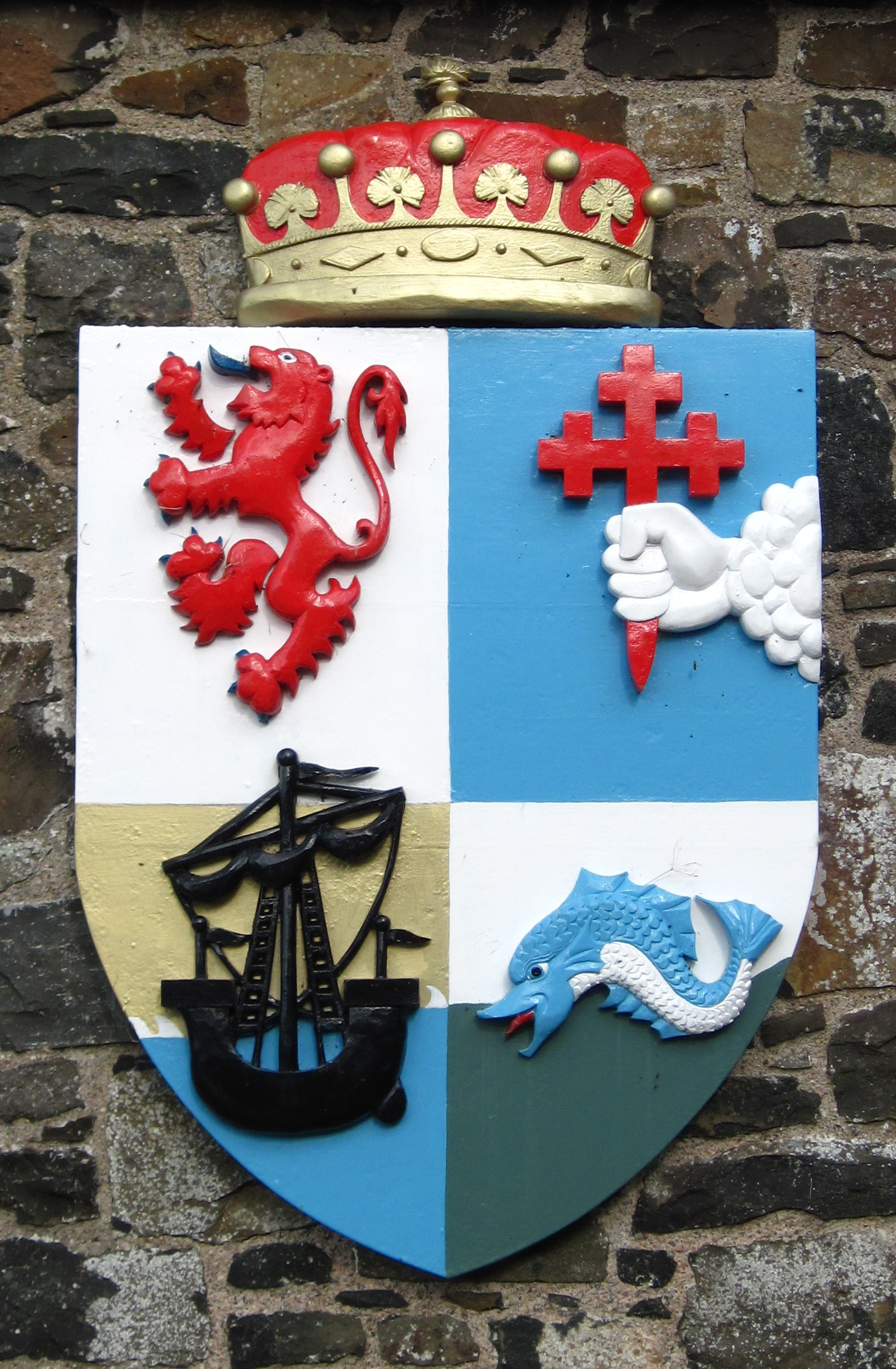
Герб Макдонеллов из Антрима

Макдональд из Антрима (Макдоннелл из Антрима), также известен как  Макдоннелл из Гленса — ветвь шотландского клана Макдональд в Ирландии. Первоначально часть клана Макдональда из Даннивега (клан Южный Дональд). Макдоннеллы играли большую роль в политике Ирландии XVII века. Большая часть нынешних членов септа Макдоннелл происходит от Сорли Боя Макдоннелла.

## История
Макдоннеллы из Антрима происходят от Джона Мора Макдональда, вождя клана Макдональд из Даннивега (ум. 1427). Джон Мор Макдональд был вторым сыном Джона Макдональда, лорда Островов, 6-го вождя клана Макдональд (ум. 1386), и Маргарет Стюарт, дочери короля Шотландии Роберта II Стюарта.
Джон Мор Макдональд женился на Марджери Биссет, дочери Мак Оуэна Биссета, лорда из Гленса (графство Антрим в Ирландии). Хотя Макдонеллы через полтора века утверждали, что в её приданое входили район Гленс в Антрима и остров Ратлин, это ложно, потому что Мак Эоин Биссеты владели своими поместьями в начале и середине XVI века. В 1522 году последний из Мак Эоин Биссетов погиб в битве, в которой он сражался на стороне своих союзников О’Нейлл против клана О’Доннелл. После этого Макдоннеллы начали завоевывать свои собственные владения в регионе и в конечном итоге использовали предыдущий брак, чтобы заявить о своих правах на лордство Биссетов. К тому времени Макдоннеллы владели замком Даннивег на острове Айлей и землями на полуострове Кинтайр (Шотландия).
До 1558 года Макдоннеллы из Антрима были частью клана Макдональд из Даннивега, а в 1558 году Сорли Бой Макдоннелл получил в наследственное владение территории в Ирландии от своего старшего брата Джеймса Макдональда, 6-го вождя клана Макдональд из Даннивега.
Джон Мор Макдональд был убит Джеймсом Кэмпбеллом в 1427 году. Сын последнего, Дональд Баллок Макдональд, стал вторым вождем клана Макдональд из Даннивега. В 1431 году он командовал войском лорда Островов в битве при Инверлохи, где была разбита королевская армия под командованием Александра Стюарта, графа Мара. Дональд Баллок поддерживал своего двоюродного брата, Александра Макдональда, графа Росса, 3-го лорда Островов и 8-го вождя клана Макдональд. Макдональды получили поддержку от клана Камерон. Они сражались против королевской армии во главе с графом Мара, который был поддержал кланом Макинтош. В 1476 году Дональду Баллоку наследовал его сын, Джон Мор Макдональд, 3-й вождь клана Макдоннелл из Даннивега. В 1499 году Джон Мор вместе со своим наследником Джоном Катанахом и тремя внуками были арестованы из-за предательства Макдональда из Арднамухрана и казнены в Эдинбурге по обвинению в измене. Один из сыновей Джона Каттаха, Александр Каррах Макдональд (ок. 1480—1538), бежал в Ирландию. После смерти Джеймса Макдональда, 6-го вождя клана Макдональд из Даннивега и Антрима, в 1565 году Гленс в Антриме был захвачен одним из его младших братьев, Сорли Боем Макдоннеллом (ок. 1505—1590). Сорли был известен тем, что он основал клан Макдоннелл в Антриме и вел борьбу против Шейна О’Нила и английской короны, которые пытались изгнать его из Ирландии.
В 1565 году в битве при Глентаси Сорли Бой Макдоннелл и его старший брат Джеймс Макдональд из Даннивега потерпели поражение от Шейна О’Нила в Ирландии.

## Замки
- Замок Данлюс был резиденцией вождей Макдоннелл, графов Антрим, в Ирландии
- Замок Дунанини, около Балликасла
- Замок Кинбейн
- Замок Ред-Бэй
- Замок Даннивейг в Шотландии, резиденция графов Антрим в Шотландии, где он возглавлял клан Макдональд из Даннивега.